# Източна Атика
Източна Атика е областна единица в Гърция, част от административна област Атика.
Има население от 403 918 жители (2001 г.) и обща площ от 1615 км². Източна Атика е разположена на север, изток и юг от столицата Атина.